# Абу Абдалла Мухаммад V аль-Мутаваккиль
Мухаммад V (или Абу Абдалла Мухаммад V ибн аль-Хасан аль-Мутаваккиль, ум. 1526) — двадцать пятый правитель государства Хафсидов в Ифрикии в 1494-1526 годах, двадцать четвёртый халиф Хафсидов.

## Биография
Мухаммад V был сыном Абу Мухаммада Хасана, брата халифа Абу Закарии Яхьи III. После смерти молодого и бездетного халифа Абу Закарии Яхьи IV от чумы в 1494 году, престол перешёл Мухаммаду (его отец к тому времени уже умер).
Новый халиф не интересовался государственным управлением и лишь посвящал себя радостям жизни. Упадок страны стал неумолимым. Арабские племена восстали, государство вновь погрузилось в анархию. В 1510 году кастильцы захватили Беджаю и Триполи.
Мухаммад V умер в 1526 году, и ему наследовал его сын Абу Абдалла Мухаммад аль-Хасан.